# Enganyapastors de Nova Guinea
L'enganyapastors de Nova Guinea (Eurostopodus papuensis) és una espècie d'ocell de la família dels caprimúlgids (Caprimulgidae) que habita el sotabosc de Nova Guinea.